# 澳角炮台
澳角炮台，位于中国广东省揭阳市惠来县澳角村，为揭阳市惠来县的一个省级文物保护单位，类型为古建筑，公布时间为2012年。
澳角炮台建于清康熙五十六年（1717年）。